# Distretto di Saýat
Il distretto di Saýat è un distretto del Turkmenistan situato nella provincia di Lebap. Ha per capoluogo la città di Saýat.